# Велике Довженково
Велике Довженково (рос. Большое Долженково) — село в Октябрському районі Курської області Російської Федерації.
Населення становить 477 осіб. Входить до складу муніципального утворення Великодовженківська сільрада.

## Історія
Населений пункт розташований на території українського етнічного та культурного краю Східна Слобожанщина.
Від 2004 року входить до складу муніципального утворення Великодовженківська сільрада.

## Населення
| 2002 | 2010 |
| ---- | ---- |
| 546  | ↘477 |